# Vanina Oneto

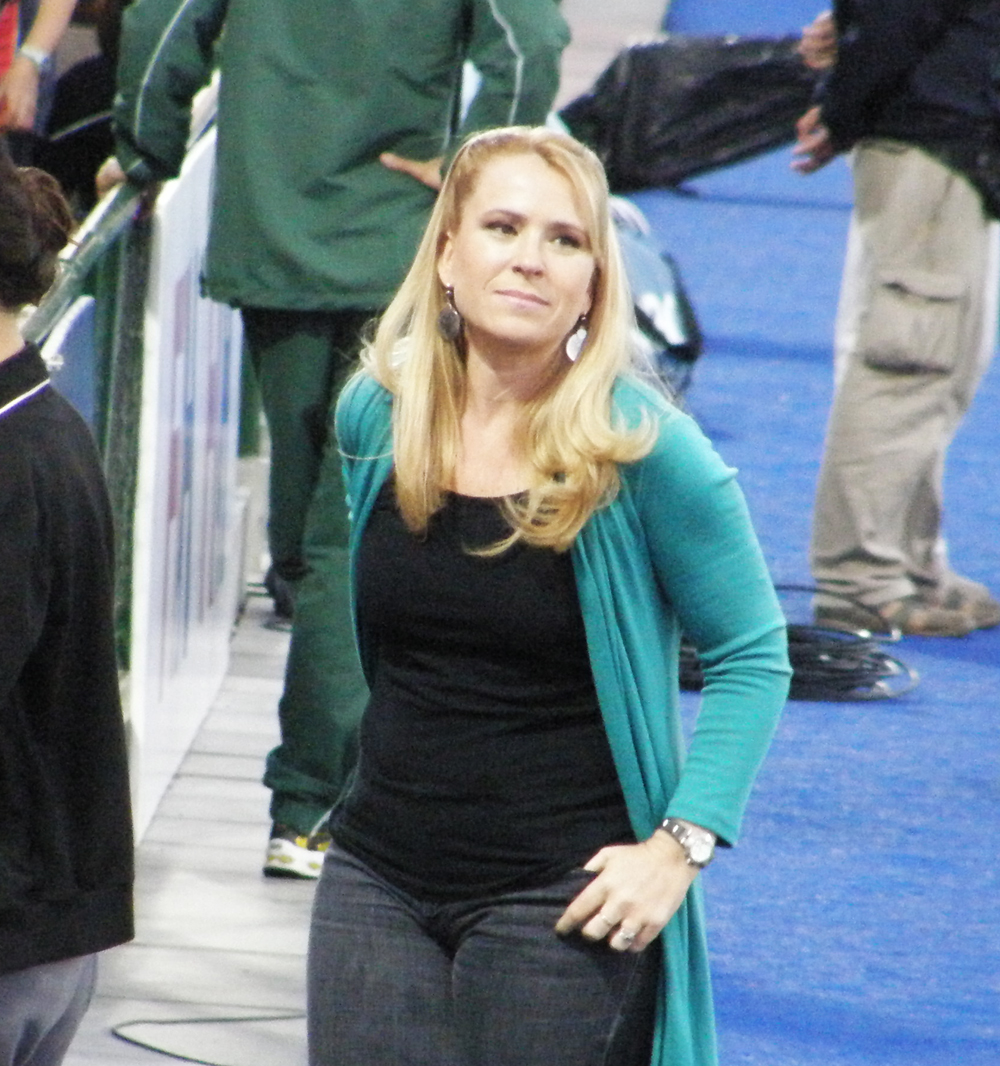
Vanina Oneto (2010)

Vanina Paula Oneto (* 15. Juni 1973 in Partido San Fernando) ist eine ehemalige argentinische Hockeyspielerin. Sie gewann mit der argentinischen Nationalmannschaft bei Olympischen Spielen eine Silber- und eine Bronzemedaille und war Weltmeisterin 2002.

## Sportliche Karriere
Vanina Oneto gewann bereits 1991 den Titel bei den Panamerikanischen Spielen in Havanna. Drei Jahre später belegte sie mit der argentinischen Mannschaft bei der Weltmeisterschaft 1994 den ersten Platz in der Vorrundengruppe, obwohl das Spiel gegen die  Australierinnen mit 1:3 endete. Nach einem Halbfinalsieg über die Mannschaft aus den Vereinigten Staaten trafen die Argentinierinnen im Finale wieder auf die Australierinnen, diesmal gewannen die Australierinnen mit 2:0. Vanina Oneto war mit vier Feldtoren erfolgreichste Torschützin ihrer Mannschaft. 1995 in Mar del Plata gewann Oneto ihren zweiten Titel bei Panamerikanischen Spielen. Bei den Olympischen Spielen 1996 in Atlanta belegten die Argentinierinnen den siebten Platz.
Zwei Jahre später bei der Weltmeisterschaft 1998 in Utrecht unterlagen die Argentinierinnen im Halbfinale der australischen Mannschaft. Anschließend verloren sie das Spiel um die Bronzemedaille gegen die Deutschen. 1999 gewann die argentinische Mannschaft den Hockeywettbewerb bei den Panamerikanischen Spielen in Winnipeg, für Oneto war es der dritte Titel. Bei den Olympischen Spielen 2000 in Sydney belegten die Argentinierinnen in der Vorrunde den zweiten Platz hinter den Niederländerinnen, mit drei Siegen in der Zwischenrunde konnten sie diesen Platz verteidigen. Im Endspiel trafen sie damit wieder auf die Australierinnen und unterlagen mit 1:3, Oneto erzielte im Finale den einzigen Treffer für ihre Mannschaft.
Ende 2002 fand die Weltmeisterschaft in Perth statt. Die Argentinierinnen gewannen ihre Vorrundengruppe und bezwangen im Halbfinale die Australierinnen mit 1:0. Im Finale siegten sie im Siebenmeterschießen gegen die Niederländerinnen. Bei den Olympischen Spielen 2004 in Athen belegten die Argentinierinnen in der Vorrunde den zweiten Platz. Im Halbfinale unterlagen sie den Niederländerinnen im Siebenmeterschießen, gewannen aber das Spiel um die Bronzemedaille mit 1:0 gegen die Chinesinnen.